# Rahim Ibrahim
Rash Rahim Ibrahim (Salaga, 10 giugno 2001) è un calciatore ghanese, centrocampista dello Slovan Bratislava.

## Carriera
Cresciuto in patria nell'Accra Lions, nel dicembre del 2020 è arrivato in Europa firmando con l'AS Trenčín, club slovacco militante in Superliga.

## Statistiche

### Presenze e reti nei club
Statistiche aggiornate al 24 luglio 2022.
| Stagione        | Squadra         | Campionato      | Campionato | Campionato | Coppe nazionali | Coppe nazionali | Coppe nazionali | Coppe continentali | Coppe continentali | Coppe continentali | Altre coppe | Altre coppe | Altre coppe | Totale | Totale |
| Stagione        | Squadra         | Comp            | Pres       | Reti       | Comp            | Pres            | Reti            | Comp               | Pres               | Reti               | Comp        | Pres        | Reti        | Pres   | Reti   |
| --------------- | --------------- | --------------- | ---------- | ---------- | --------------- | --------------- | --------------- | ------------------ | ------------------ | ------------------ | ----------- | ----------- | ----------- | ------ | ------ |
| 2020-2021       | AS Trenčín      | SL              | 0          | 0          | CS              | 0               | 0               |                    | -                  | -                  |             | -           | -           | 0      | 0      |
| 2021-2022       | AS Trenčín      | SL              | 23         | 0          | CS              | 6               | 0               |                    | -                  | -                  |             | -           | -           | 29     | 0      |
| 2022-2023       | AS Trenčín      | SL              | 2          | 0          | CS              | 0               | 0               |                    | -                  | -                  |             | -           | -           | 2      | 0      |
| Totale carriera | Totale carriera | Totale carriera | 25         | 0          |                 | 6               | 0               |                    | -                  | -                  |             | -           | -           | 31     | 0      |

## Palmarès

### Club

#### Competizioni nazionali
- Campionato slovacco: 1

Slovan Bratislava: 2024-2025